# Space Bound
Singles de Eminem
I Need a Doctor
(2011) Fast Lane
(2011)
Pistes de Recovery
No Love
(9) Cinderella Man
(11)
Space Bound est une chanson du rappeur américain Eminem issue de son septième album studio, Recovery. En février 2011, Space Bound parut en tant que quatrième et dernier single de cet album. Le titre est produit par l'américain Jim Jonsin. Space Bound contient des échantillons des morceaux Drive de R.E.M. et de Song for Bob de Nick Cave et Warren Ellis.
Le clip a été réalisé en février 2011 par le réalisateur Joseph Kahn. L'actrice californienne Sasha Grey y joue le rôle de la petite amie d'Eminem. Le clip vidéo a été révélé sur iTunes le 24 juin 2011. La vidéo nous montre une femme (Grey) qui trompe secrètement son petit ami. Cela tourne en un violent conflit. On observe également deux caractères d'Eminem, le premier calme qui aime sa copine et le second qui est agressif et ne l'aime pas. Le clip vidéo créa une vive polémique à cause d'une scène, particulièrement violente selon les associations de protection des mineurs, où Eminem se suicide en se tirant une balle dans la mâchoire.

## Contenu
À l'instar du second single de l'album, Love the Way You Lie, Space Bound décrit une relation passionnée entre Eminem et une femme et les sacrifices qu'il est prêt à faire pour elle.

## Clip vidéo

### Développement et réception
Le tournage du clip vidéo de Space Bound a été réalisé en trois jours en février 2011, à Los Angeles en Californie. Il a été produit en cinq mois. La vidéo est réalisée par Joseph Kahn qui a auparavant dirigé les clips vidéos de Without Me, We Made You ou encore Love the Way You Lie. Des photos du tournage sont diffusées sur internet ainsi que deux extraits de mauvaise qualité révélés sans autorisation sur le web. Une grande partie du clip vidéo est tournée dans un restaurant routier en Californie. Le 18 juin 2011, Joseph Kahn poste sur Twitter un message indiquant que la vidéo était terminé et quelle va sortir sous peu. Il ajoute par la suite : « Quand vous allez voir le clip vidéo pour la première fois, regardez-le en version non-censurée, parce que sinon ça ne sert à rien ». Sasha Grey réagit par rapport à son rôle dans la vidéo : « Avant chaque prise, Joseph [Khan] et moi, nous discutions beaucoup à propos de l'attitude de mon personnage. Le rôle joué par Eminem ne se suicidant qu'à la fin, j'ai eu le temps de faire monter la tension auparavant ». Le clip vidéo est révélé le 24 juin 2011 à 17h00 (heure de New York), en version non-censurée,.

### Synopsis
|                                                                           |  |  |
| Eminem et Sasha Grey sont les protagonistes du clip vidéo de Space Bound. |  |  |

Le clip vidéo débute par une scène où l'on voit Eminem marcher dans la rue de nuit. Il monte alors dans la voiture de sa copine (Sasha Grey). On observe alors deux versions d'Eminem : une qui est seule sur la banquette arrière, frustrée, paranoïaque et qui crie des insultes à Grey. La seconde est assise à l'avant à côté de Grey et est plus calme. Sasha Grey allume une cigarette et fume. Le second Eminem disparaît et le couple descend devant un hôtel-restaurant de bord de route.
Eminem est encore divisé en deux personnages quand ils rentrent dans le bar. Un va s'asseoir avec Sasha Grey tandis que l'autre s'installe au comptoir du bar. Grey sort alors son téléphone portable de son sac à main et envoie un message à quelqu'un avant de se rendre aux toilettes. Pendant ce temps, Eminem prend le téléphone de Grey et observe le message qu'elle a envoyé. Il semble alors confus,. Il remet rapidement le téléphone en place lorsque Grey revient. Au même moment, on voit Eminem qui rappe sur la route où il était au début de la vidéo.
Le couple se rend ensuite dans une chambre de l'hôtel. Eminem referme la porte. Il a alors un flashback et se souvient du message de Grey où il était écrit Unknown caller (destinataire inconnu) et d'un pistolet dans la voiture de sa copine à côté d'un paquet de cigarettes. Eminem essaie alors d'étrangler Sasha Grey, qui soudain disparaît, laissant Eminem seul dans la chambre. Il prend alors le pistolet de Grey et se tire une balle dans la mâchoire. Du sang gicle de l'arrière de sa tête. Cela affecte également le deuxième Eminem, resté au comptoir du bar. La vidéo revient alors en arrière jusqu'au moment où le couple rentre dans le bar. Eminem se retrouve donc de nouveau sur le bord de la route quand il monte dans la voiture. Le clip vidéo s'achève sur une scène montrant Grey et Eminem avançait avec leur véhicule dans le brouillard.

### Concept
Il y a confusion quant au sens exact et au concept du clip vidéo de Space Bound. Sasha Grey dans une interview pour MTV a dit qu'Eminem tentait de montrer les problèmes qui peuvent réellement avoir lieu dans certaines relations, et que les plus fortes relations peuvent s'écrouler. Elle ajoute que son personnage ne sert qu'a accompagner Eminem et qu'elle essaie de tirer profit de celui-ci. Grey dit qu'il y a différentes manières d'analyser le clip vidéo. Pour elle, l'autre Eminem qui est assis à l'arrière dans la voiture est son subconscient.

Le producteur Jim Jonsin a fait sa propre analyse de la vidéo de Space Bound. Il indique que le spectateur doit le voir plusieurs fois pour se faire sa propre interprétation. Il ajoute que la vidéo est compliqué à comprendre et que lui-même l'a regardé plusieurs fois avant d'en saisir le sens. Il dit à propos des deux Eminem présents dans le clip : 

« Cela me rappelle le clip vidéo d'Ironic d'Alanis Morissette où elle est avec ses alter ego dans une voiture. Le premier Eminem est pour moi celui qui est dans le moment présent tandis que le second prend plus de recul et prend de la distance par rapport à la tragédie qui va arriver. »

### Accueil et controverse
Le clip vidéo de Space Bound attire l'attention des journalistes en raison de la violence et de la provocation présente dans celui-ci, notamment dans la scène où Eminem se suicide avec une arme à feu. Jim Jonsin rejette la controverse autour de la scène du suicide en indiquant : « Ce sont des choses que l'on voit tous les jours dans les films. Si des enfants regardent ce clip vidéo, il faut simplement leur expliquer que c'est comme dans un film et que le personnage ne se tue pas pour de vrai ». Le clip vidéo est cependant très critiqué au Royaume-Uni par les associations luttant contre la violence. Le groupe britannique Mothers Against Violence affirme dans le Daily Mirror : « Les gens qui font ça sont complètement inconscients. Les enfants sont influencés par les choses qu'ils voient. Si nous alimentons la violence, ça deviendra incontrôlable. Comme une addiction. Tout est une question d'argent dans ces vidéos. Eminem ne pense pas aux familles affectées. C'est égoïste et ça en arrive à un point ou l'égoïsme devient diabolique ». Les fans du rappeur de Détroit ont quant à eux loués la qualité de la réalisation du clip vidéo de Space Bound. Avant la première diffusion du clip vidéo à la télévision en juillet 2011, la journaliste Kathleen Perricone du New York Daily News affirme : « Même si la vidéo est horrible et violente, les principales chaînes de télévision n'ont toujours pas voulu la censurer ». Josh Grossberg pour E! News réagit à la scène du suicide : « C'est un clip vidéo d'Eminem, c'est normal venant de lui ». Selon le tabloïd anglais The Sun, la chanson et son clip vidéo rappellent fortement la chanson Kim, ultra-controversée, parue en 2000 sur l'album The Marshall Mathers LP. Ils ajoutent que Space Bound est une nouvelle « fantaisie cruelle » du rappeur de Détroit.
Les critiques trouvent que le clip vidéo du morceau ressemble beaucoup à un autre clip vidéo d'Eminem réalisé par Joseph Kahn, celui de Love the Way You Lie, où le couple était toutefois joué par des acteurs. La journaliste April Chieffo du Celebrity Cafe indique : « La vidéo touche au sujet de la violence domestique comme celui de Love the Way You Lie, sauf que cette fois, les conséquences sont plus graves ». Rob Markman ajoute : « Pendant tout le début du clip, Eminem suit Sasha Grey comme un chiot perdu et c'est seulement une fois dans la chambre de l'hôtel que le clip devient violent ».

## Samples
Space Bound contient une interpolation de Drive du groupe de rock R.E.M., extrait de leur album Automatic for the People sorti en 1992. Il contient également un sample de Song for Bob composé par Nick Cave et Warren Ellis pour le film L'Assassinat de Jesse James par le lâche Robert Ford.

## Classements
| Classement (2011)                        | Meilleure position |
| ---------------------------------------- | ------------------ |
| Australie ARIA Singles                   | 51                 |
| Billboard Bubbling Under Hot 100 Singles | 19                 |

## Utilisation
La chanson a été utilisée dans l'épisode 10 de la saison 4 de la série Gossip Girl.